# The Art Attacks
The Art Attacks est un groupe de punk rock anglais, actif d'avril 1977 à mars 1978. Il est surtout connu pour avoir eu comme membres Edwin Pouncey (le dessinateur Savage Pencil) et Robert Gotobed (du groupe Wire).

## Biographie
Le groupe est formé par Edwin Pouncey et Steve Spear, étudiants au Royal College of Art de Londres, pour un concert dans cet établissement scolaire. Ils sont sollicités pour un autre concert au Wimbledon College of Art et pérennisent le groupe.
Les premières répétitions et démos se font avec Rick Slaughter à la batterie (futur The Motors) et Rob Smith (de The Snakes) à la basse. Robert Gotobed (du groupe Wire) joue quelque temps de la batterie avec le groupe, notamment sur la chanson Rat City, et participe à l'enregistrement des premières démos aux Pathway Studios de Stoke Newington,. Le groupe se stabilisera avec Edwin Pouncey au chant, M.S (Marion Fudger, ancienne des Derelicts, rédactrice au magazine féministe Spare Rib), à la basse, Steve Spear à la guitare, JD Haney (futur The Monochrome Set) à la batterie. Ils jouent aussi (un concert en 1979 avec The Monochrome Set) et enregistré sous le nom de The Tagmemics.
Ils sortent deux 45 tours, I am a Dalek/Neutron Bomb (sur Albatross Records, le seul disque sorti sur ce label d'un magasin de disques du Kensington Market) et Punk Rock Stars/Rat City (disque posthume sur Fresh Records) ; ont eu deux titres sur le 33 tours compilation, Live at the Vortex (NEMS) (Frankensteins Heartbeat et Animal Bondage) et un, Arabs in Arrads, sur Streets (Beggars Banquet) qui leur valut de tourner un peu partout. Sous le nom de The Tagmemics (Steve Spear / Edwin Pouncey / The Princess / Marion Fudger / Richard Wernham / Siddy et Cassie), ils sortent le 45 tours Chimneys / Take Your Brain out for a Walk / (Do the) Big Baby sur Index records en 1980, avec une couverture et un dessin intérieur de Gary Panter ; Devo reprend régulièrement Take Your Brain out for a Walk sur scène.
Ils jouent en concert dans la plupart des clubs punk anglais londoniens mais aussi du sud et de l'est de la capitale (The Marquee, Nashville et au Vortex) en premières parties de groupes comme Generation X, 999, The Motors et The Lurkers. Le groupe s'est séparé, notamment parce que Pouncey était anxieux de réussir ses examens. Leurs morceaux figurent sur différentes compilations rétrospectives du punk et ont été rassemblées avec un concert piraté sur le CD Outrage and Horror sort sur Overground Records en 2003.
La bassiste Marion Fudger joue sur le single Rossmore Road de Barry Andrews (XTC, Shriekback) et enseignera plus tard à la Deptford Academy of Music . Elle explique ainsi la place importante faite aux femmes dans le mouvement punk : "...la technique musicale ne comptait pas - et les femmes en sont venues à jouer de toutes sortes de choses car elles étaient confiantes dans l'idée qu'elles n'avaient pas à être brillantes .